# Mataguži
 Ovo je glavno značenje pojma Mataguži. Za druga značenja pogledajte Mataguži (razdvojba).
Mataguži, staro pleme u Crnoj Gori neslavenskog porijekla, za koje se zna da kao i Bukumiri potiču od prastanovnika Španja, te doživljavaju sličnu sudbinu kao i Bukumiri, navodno se poubijavši u nekom međusobnom obračunu na brdu Cafi od Nikica. Priče o vlastitim uništenjima Bukumira i Mataguža mogle bi prije značiti da su ova plemena uništena zbog teritorijalnih razmirica od pristiglih Slavena. Mataguži su se očuvali kao bratstvo blizu Podgorice (1335), te se spominju uz Kuče, Tuze, Bušate, Bitidose.  Danas je to ime naselja u Crnoj Gori.